# ハンガリー人のカルパチア盆地征服
座標: 北緯46度29分22秒 東経20度5分46秒 / 北緯46.48944度 東経20.09611度
『ハンガリー人のカルパチア盆地征服図』（ハンガリーじんのカルパチアぼんちせいふくず、ハンガリー語：A magyarok bejövetele）は、ハンガリーの画家フェスティ・アールパードとその弟子たちに描かれた高さ15メートル、長さほぼ120メートルのパノラマ画であり、ハンガリー人がカルパチア盆地を征服する様子を描いている。1892年に描き始められ、ハンガリー人のカルパチア盆地征服1000周年の年であった1894年に完成した。現在はオープスタセルのハンガリー民族歴史記念公園の専用の博物館に展示されている。一般的にはフェスティパノラマ(Feszty körkép)と呼ばれている。

## 来歴
フェスティ・アールパード（Feszty Árpád）は1891年にパリに旅行した際に、エドゥアール・デタイユとアルフォンス・ド・ヌヴィルが描いたパノラマ画の「ナポレオンの戦い」を鑑賞し、聖書の洪水シーンを同様に描こうというアイデアを抱いた。このような巨大な絵画の費用を知っていた彼の家族はそのアイデアを聞き、大変驚いたそうである。そこで、ハンガリーの有名な作家であった彼の義父のヨーカイ・モール（Jókai Mór）にハンガリー人のカルパチア盆地征服を描くように勧められたため、そのように絵のテーマをそれに変更した。
フェスティは絵に描かれる風景を研究するために、ムンカーチ市の近くにある、ハンガリー人がカルパチア盆地に行くために通ったとされるヴェレツケイ渓谷にも赴いた。新聞社などはフェスティの絵に関心を寄せ、定期的にその進捗について報道していた。完成予定日は早い段階で1893年8月20日に決定した。さらに、フェスティの絵に対する市民の関心の高さを見たブダペスト自治会がパノラマ画の費用の負担を申し出た。絵が展示される美術館の建設予定地としてビンボー通りとアッラトケールティ通りの中間にある土地が指定された。ここにロツンダという『ハンガリー人のカルパチア盆地征服図』専用の美術館が建設された。（その跡地には現在はブダペスト西洋美術館が建っている）展示のための部屋は鉄骨造で、直径40メートル、高さ16メートルで、収容人数は236人であった。
作業は最初の見積もりよりも時間を要し、当初締め切りの直前の1893年8月までには絵の1x8サイズの下書きのみ出来ていた。翌年4月にフェスティはウイヴァーリ・イグナーツ（Ujváry Ignác）と共に空の部分を描いた。自然風景にはメドニャーンスキ・ラースロー（Mednyánszky László）、ウイヴァーリ、シュパーニ（Spányi）の手伝いを得た。背景人物はヴァーゴー・パール（Vágó Pál）とパップ・ヘンリク（Papp Henrik）、野営場はパーイヤ・ツェレスティン（Pállya Celesztin）によって描かれた。フェスティたちの作業量は余りにも膨大で手に負えなかったため、ほかにも多くの画家が作業に加わった。例えば、パノラマ画に現れる死人と負傷者たちは夫のように画家であったフェスティ夫人の作品である。

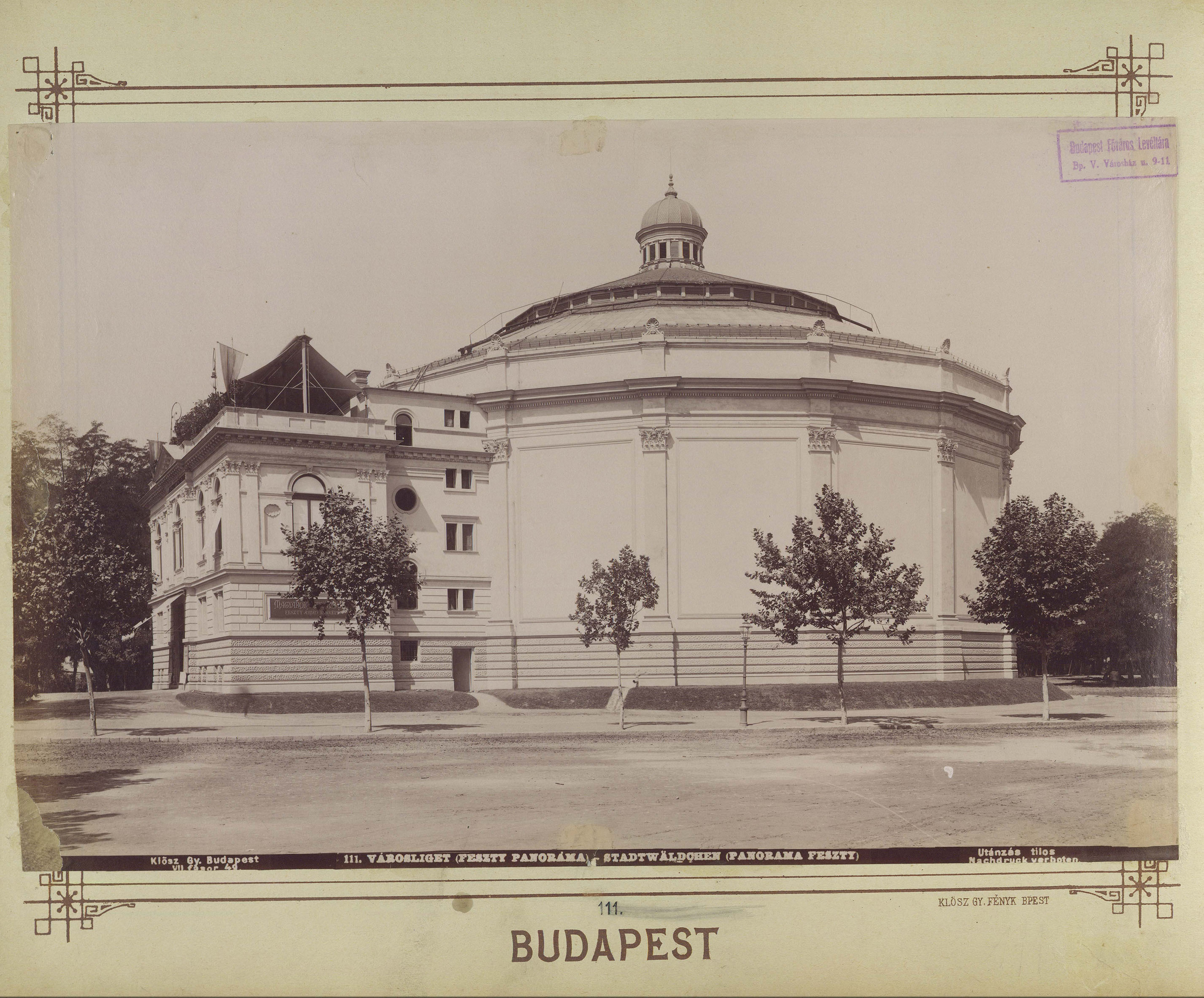
『ハンガリー人のカルパチア盆地征服図』が最初に展示されたロツンダという美術館

また、フェスティの友人の作家、俳優、音楽家たちが作業場に駆けつけ、音楽や喜劇などで昼夜働いている画家たちを楽しませた。
1894年春の完成直前に、フェスティ自身が絵に最後の調整を施した。作業の終了後、フェスティは締め切りを守れなかった罪悪感に苛まれており、さらに制作に当たっては1万フォリントの損失が生じていた。
『ハンガリー人のカルパチア盆地征服図』はついに1894年5月13日に展示され、1896年にブダペストで開かれた「ハンガリー建国千年祭博覧会」の主要な展示の1つになり、非常に人気を呼んだ。
絵は後にロンドンにも展示された。輸送費は莫大であった上、ハンガリー史の歴史的瞬間を表しているパノラマ画はその大きさにもかかわらず外国人の関心を引くことができず、ロンドンへの出展は大失敗に終わった。絵は1909年にブダペストに戻り、1909年5月30日に『ハンガリー人のカルパチア盆地征服図』の第2の公開式が行われた。しかし、絵は輸送のため破損しており、復元する必要があった。復元の後、ブダペスト市民公園にあった立地が悪く老朽化が進んだ美術館に展示されるようになったことと、活動写真の登場も影響し、絵の人気は下がった。
第二次世界大戦で『ハンガリー人のカルパチア盆地征服図』が保管されていた建物はブダペスト空襲の際に被害を受け、絵は大きく破損し、さらに雨風や雪にも晒された。パノラマ画を助けたのは、フェスティ・アールパードの甥であり、トリイアノン条約のために法律的に外国人となったフェスティ・イシュトヴァーン（Feszty István）であった。絵は複数の部分に分けられ、巻かれた状態で複数の倉庫で保管された。
1970年代に国会でオープスタセルのハンガリー民族歴史記念公園の建設案が可決され、絵の復元作業と専用の美術館の建設が始まった。しかし、1979年に急に建設工事が中断し、絵は再び巻かれた状態で保管されることになった。その後、1991年に『ハンガリー人のカルパチア盆地征服図』はポーランドの会社によって復元された。フェスティの作品は1995年以来、オープスタセルの民族歴史記念公園の目玉になっている。現在『ハンガリー人のカルパチア盆地征服図』の展示スペースにはビリニ・ヨーゼフ（Birinyi József）が作曲し、コヴァーチ・ラースロー（Kovács László）の弟子たちが演奏している音楽が流れており、広大なこのパノラマ画はより現実的な感覚を来館者たちに与えられるよう工夫されている。当時の著名人たちが登場人物として写っているのはこの絵の面白いところの1つである。例えば、白馬に乗っているアールパード王のモデルはフェスティ自身であったそうだ。